# Ōdate, Akita
Ōdate (大館市 Ōdate-shi) là một thành phố thuộc tỉnh Akita, Nhật Bản.